# فرانك كيرنز
فرانك كيرنز (بالإنجليزية: Frank Kearns)‏ هو صحفي أمريكي، ولد في 28 نوفمبر 1917 في غاري في الولايات المتحدة، وتوفي في 1986 في نيويورك في الولايات المتحدة.